# Araneus haruspex
Araneus haruspex là một loài nhện trong họ Araneidae.
Loài này thuộc chi Araneus. Araneus haruspex được Octavius Pickard-Cambridge miêu tả năm 1885.